# إسطركن أزغب
إسطركن أزغب (الاسم العلمي:Strychnos puberula) هو نوع من النباتات يتبع جنس الإسطركن من الفصيلة اللوغانية.